# Neothoracaphis hangzhouensis
Neothoracaphis hangzhouensis är en insektsart. Neothoracaphis hangzhouensis ingår i släktet Neothoracaphis och familjen långrörsbladlöss. Inga underarter finns listade i Catalogue of Life.